# Eccellenza Trentino-Alto Adige 2025-2026
Il campionato italiano di calcio di Eccellenza regionale 2025-2026 è il trentacinquesimo organizzato in Italia. Rappresenta il quinto livello del sistema calcistico nazionale.

## Stagione
Il girone unico di Eccellenza Trentino-Alto Adige è composto da 16 squadre: 12 rimanenti dalla scorsa stagione, la retrocessa dalla Serie D, il Lavis, e le tre promosse dallo scorso campionato di Promozione,  l'Ahrntal, l'Union Trento Ravinense e la vincente dello spareggio Gherdeina.

### Formula
La prima classificata viene promossa in Serie D, la seconda classificata viene ammessa agli spareggi nazionali e le ultime tre classificate retrocedono direttamente in Promozione 2025-2026. In caso di arrivo a pari punti per il primo, secondo o terzultimo posto si effettueranno uno o più spareggi.

## Squadre partecipanti
| Club                          | Città                                       | Stadio                        | Stagione precedente                                |
| ----------------------------- | ------------------------------------------- | ----------------------------- | -------------------------------------------------- |
| A.C.D. Virtus Bolzano         | Bolzano                                     | Campo Righi (sintetico)       | 2ª in Eccellenza                                   |
| A.S.C. St. Georgen            | San Giorgio di Brunico (BZ)                 | Campo sportivo di San Giorgio | 6ª in Eccellenza                                   |
| A.S.D. Comano T. Fiavé        | Comano Terme (TN)                           | Campo sportivo di Ponte Arche | 11ª in Eccellenza                                  |
| A.S.D. Mori Santo Stefano     | Mori (TN)                                   | Stadio comunale               | 9ª in Eccellenza                                   |
| A.S.D. Union Trento Ravinense | Trento                                      | Campo Mattarello (sintetico)  | 1ª in Promozione 2024-2025, gir. Trento, promosso  |
| A.S.V. Partschins Raiffeisen  | Parcines (BZ)                               | Stadio sintetico di Parcines  | 3ª in Eccellenza                                   |
| A.S.V. Tramin Fussball        | Termeno (BZ)                                | Zona sportiva Termeno         | 5ª in Eccellenza                                   |
| F.C. Bozner                   | Bolzano                                     | Stadio Talvera-Bozner Arena   | 7ª in Eccellenza                                   |
| F.C. Gherdeina                | Santa Cristina Valgardena (BZ)              | Campo Sportivo                | 2ª in Promozione 2024-2025, gir. Bolzano, promosso |
| F.C. Rovereto                 | Rovereto (TN)                               | Stadio Quercia                | 13ª in Eccellenza                                  |
| F.C.D. St. Pauls              | San Paolo di Appiano (BZ)                   | Centro sportivo Maso Ronco    | 12ª in Eccellenza                                  |
| S.S.D. Benacense 1905         | Riva del Garda (TN)                         | Campo via Reiner M. Rilke     | 8ª in Eccellenza                                   |
| S.S.V. Ahrntal                | Stegona di San Giovanni (Valle Aurina) (BZ) | Campo sportivo (sintetico)    | 1ª in Promozione 2024-2025, gir. Bolzano, promosso |
| S.S.V. Brixen                 | Bressanone (BZ)                             | Jugendhort (sintetico)        | 10ª in Eccellenza                                  |
| U.S. Lavis                    | Lavis (TN)                                  | Campo sportivo (sintetico)    | 20ª in Serie D/C, retrocessa                       |
| U.S. Levico Terme             | Levico Terme (TN)                           | Stadio comunale               | 4ª in Eccellenza                                   |

## Classifica
- aggiornato al settembre 2025

|  | Pos. | Squadra                | Pt | G | V | N | P | GF | GS | DR |
|  | ---- | ---------------------- | -- | - | - | - | - | -- | -- | -- |
|  | 1.   | Lavis                  | '  |   |   |   |   |    |    |    |
|  | 2.   | Virtus Bolzano         | '  |   |   |   |   |    |    |    |
|  | 3.   | Partschins             | '  |   |   |   |   |    |    |    |
|  | 4.   | Levico Terme           | '  |   |   |   |   |    |    |    |
|  | 5.   | Tramin                 | '  |   |   |   |   |    |    |    |
|  | 6.   | St. Georgen            | '  |   |   |   |   |    |    |    |
|  | 7.   | Bozner                 | '  |   |   |   |   |    |    |    |
|  | 8.   | Benacense              | '  |   |   |   |   |    |    |    |
|  | 9.   | Mori Santo Stefano     | '  |   |   |   |   |    |    |    |
|  | 10.  | Brixen                 | '  |   |   |   |   |    |    |    |
|  | 11.  | Comano Terme Fiavé     | '  |   |   |   |   |    |    |    |
|  | 12.  | St. Pauls              | '  |   |   |   |   |    |    |    |
|  | 13.  | Rovereto               | '  |   |   |   |   |    |    |    |
|  | 14.  | Gherdeina              | '  |   |   |   |   |    |    |    |
|  | 15.  | Union Trento Ravinense | '  |   |   |   |   |    |    |    |
|  | 16.  | Ahrntal                | '  |   |   |   |   |    |    |    |

Legenda:
       Promossa in Serie D 2026-2027.
       Ammessa agli spareggi nazionali.
       Retrocesse in Promozione Trentino-Alto Adige 2026-2027.
Note:
Tre punti a vittoria, uno a pareggio, zero a sconfitta.
Regolamento
La classifica finale tiene conto di:
- Punti.
- Differenza reti generale.
- Reti realizzate.

## Risultati

### Tabellone
- aggiornato al settembre 2025

|                        | Arh  | Ben  | Boz  | Bri  | Com  | Ghe  | Lav  | Lev  | Mor  | Par  | Rov  | StG  | StP  | Tra  | UTR  | ViB    |
| ---------------------- | ---- | ---- | ---- | ---- | ---- | ---- | ---- | ---- | ---- | ---- | ---- | ---- | ---- | ---- | ---- | ------ |
| Ahrntal                | –––– |      |      |      |      |      |      |      |      |      |      |      |      |      |      |        |
| Benacense 1905 Riva    |      | –––– |      |      |      |      |      |      |      |      |      |      |      |      |      |        |
| Bozner                 |      |      | –––– |      |      |      |      |      |      |      |      |      |      |      |      |        |
| Brixen                 |      |      |      | –––– |      |      |      |      |      |      |      |      |      |      |      |        |
| Comano Terme e Fiave   |      |      |      |      | –––– |      |      |      |      |      |      |      |      |      |      |        |
| Gherdeina              |      |      |      |      |      | –––– |      |      |      |      |      |      |      |      |      |        |
| Lavis                  |      |      |      |      |      |      | –––– |      |      |      |      |      |      |      |      |        |
| Levico                 |      |      |      |      |      |      |      | –––– |      |      |      |      |      |      |      |        |
| Mori S.Stefano         |      |      |      |      |      |      |      |      | –––– |      |      |      |      |      |      |        |
| Partschins             |      |      |      |      |      |      |      |      |      | –––– |      |      |      |      |      |        |
| Rovereto               |      |      |      |      |      |      |      |      |      |      | –––– |      |      |      |      |        |
| St. Georgen            |      |      |      |      |      |      |      |      |      |      |      | –––– |      |      |      |        |
| St Pauls               |      |      |      |      |      |      |      |      |      |      |      |      | –––– |      |      |        |
| Tramin Fussball        |      |      |      |      |      |      |      |      |      |      |      |      |      | –––– |      |        |
| Union Trento Ravinense |      |      |      |      |      |      |      |      |      |      |      |      |      |      | –––– |        |
| Virtus Bolzano         |      |      |      |      |      |      |      |      |      |      |      |      |      |      |      | ––––\| |